# Lodícula

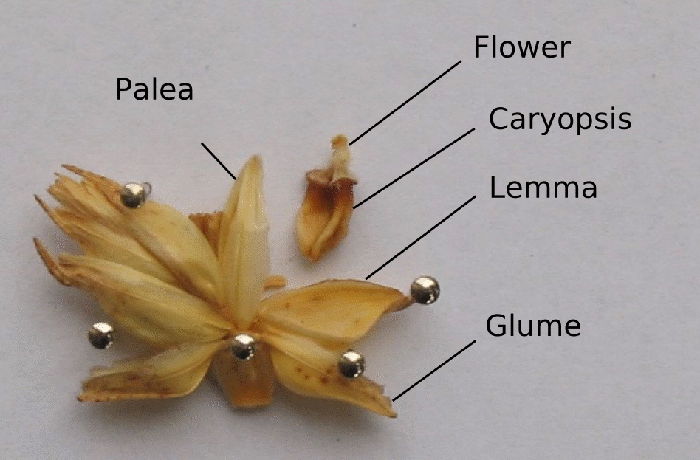
Detalle de las piezas florales del trigo Triticvum aestivum.

La lodícula es la pieza bracteiforme, reducida y delicada en las flores de las monocotiledóneas gramíneas, situada por encima de la pálea, también denominada glumélula.
Y la glumélula es la escama situada en la base de la flor de las gramíneas.
- Wikimedia Commons alberga una galería multimedia sobre Diagramas florales.

- Datos: Q1271979